# Underwoodisaurus milii
Espèce
Synonymes
- Phyllurus milii Bory, 1823
- Gymnodactylus miliusii Duméril & Bibron, 1836
- Phyllurus blavieri de Rochebrune, 1884
- Gymnodactylus asper Boulenger, 1913
- Underwoodisaurus husbandi Wells & Wellington, 1984

Underwoodisaurus milii est une espèce de gecko de la famille des Carphodactylidae.

## Répartition
Cette espèce est endémique d'Australie.

## Description

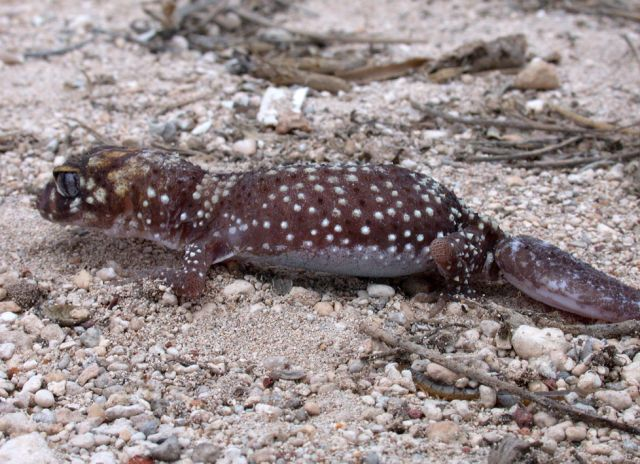
Underwoodisaurus milii

Ce gecko nocturne et terrestre a de grandes pattes et une queue épaisse et bombée. La couleur de base est le rose sous le corps et sur les pattes et marron plus ou moins clair sur le dos et le dessus de la tête. La queue est sombre, presque noire. Le corps et la queue sont parsemées de petites protubérances blanches. Malgré tout, il semble y avoir de grandes variations de couleurs entre les individus.
Cet animal est insectivore et consomme la plupart des insectes de taille adaptée. Les mâles présentent deux renflements latéraux à la base de la queue, logement des hémipénis. De plus, les mâles ont des pores fémoraux bien visibles sur la face intérieure des pattes arrière. Ces pores servent à sécréter un musc.
Ce gecko est capable de vocaliser, principalement pour effrayer ses prédateurs.
Durant la saison chaude la température peut localement atteindre les 35 °C, mais ces geckos se cachent dans des endroits plus frais (roches, souches…) où la température reste entre 20 et 25 °C. La nuit, la température chute aux alentours de 18 à 20 °C.
Durant la saison froide, les températures sont nettement plus faibles, allant de 18 °C la journée à environ 10 °C la nuit.
Durant cette période, ces animaux sont nettement moins actifs et ne se nourrissent plus, comptant sur leurs réserves.
L'hygrométrie est faible, et ces animaux utilisent les petites gouttes d'eau déposées sur les plantes pour boire.

## Reproduction

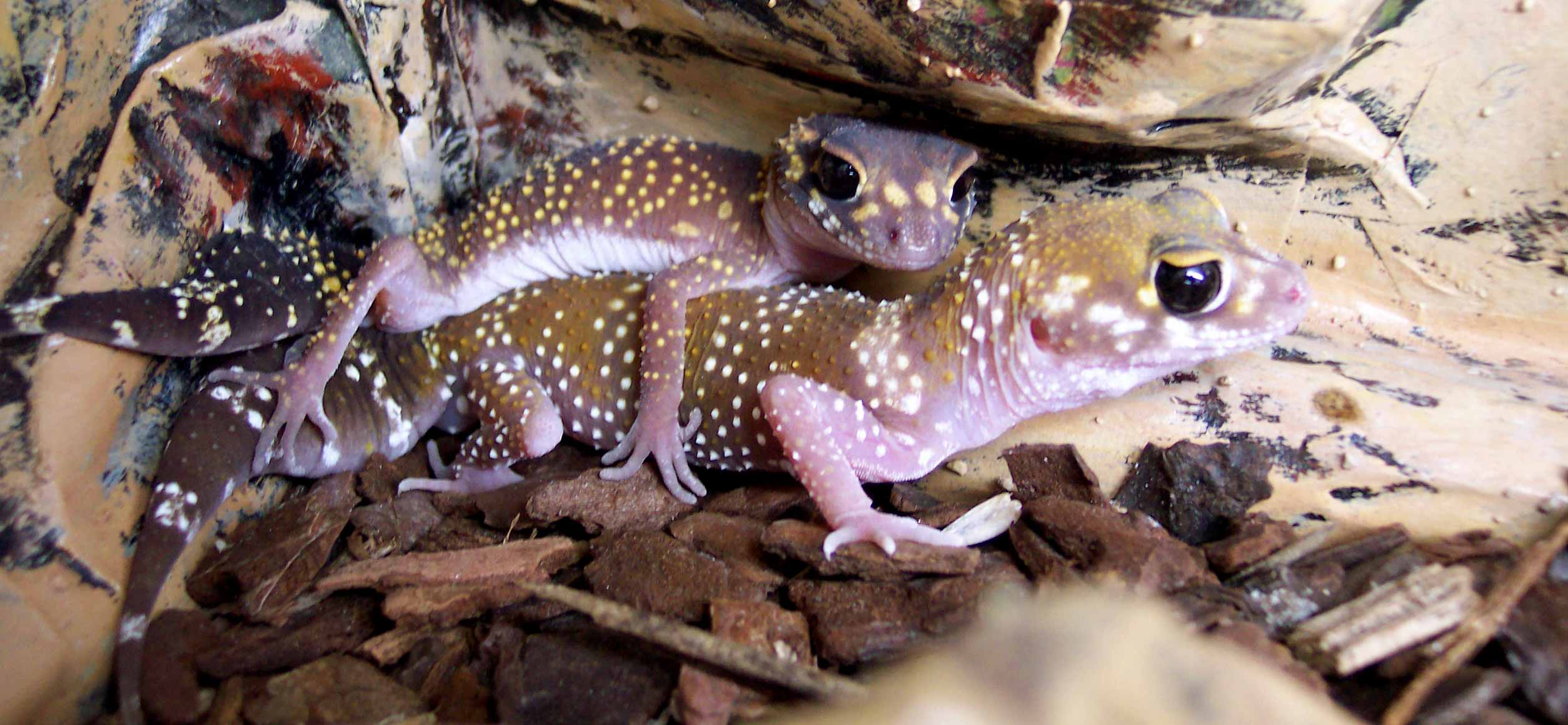
copulation de deux Underwoodisaurus milii

La reproduction commence après la saison froide, au retour des températures élevées. Les œufs en développement sont généralement visibles à travers la peau.
Les femelles pondent des séries de deux œufs (en général) toutes les trois semaines. C'est une espèce prolifique qui peut pondre jusqu'à huit ou neuf fois durant la saison. Les œufs incubent environ deux mois, et les petits font environ cinq centimètres à la naissance, et commencent à se nourrir après une ou deux semaines.

## Étymologie
Cette espèce est nommée en l'honneur de Pierre Bernard Milius.

## En captivité
On rencontre assez fréquemment cet animal en terrariophilie.

## Publication originale
- Bory de Saint-Vincent, Dictionnaire classique d'histoire naturelle, vol. 7, Rey et Gravier, Paris, 1823.